# Cayo Fannio (tribuno de la plebe 59 a. C.)
Cayo o Gayo Fannio (en latín, Gaius Fannius) fue un político y militar romano del siglo I a. C.

## Carrera pública
Obtuvo el tribunado de la plebe en el año 59 a. C. cuando dejó que el cónsul Marco Calpurnio Bíbulo lo empleara como agente contra la ley agraria de Julio César. Durante la guerra civil se unió al partido pompeyano. En el año 49 a. C. actuó de propretor en Sicilia, por lo que debió ejercer la pretura con anterioridad (quizá en el año 54 a. C.). Murió poco después de la caída de Pompeyo.